# ダービー産業博物館
ダービー・シルク・ミル（英: Derby Silk Mill）はイングランドのダービーにある、産業と歴史に関する博物館。かつてはダービー産業博物館（英: Derby Industrial Museum）と呼ばれた。この博物館が入るロウムズ・ミルは歴史的に重要なかつての製糸工場であり、世界遺産「ダーウェント峡谷の工場群」の南端に位置する。

## 沿革
1717年から1721年にかけて、ジョージ・ソロコールドはロウム兄弟の依頼を受け、イギリスでの初の工場をダーウェント川のほとりに建設した。この工場は、絹糸を束ね、撚り合わせて撚糸にする機械を設置するため建てられた。
ジョン・ロウムはイタリアに滞在して製糸工場で働く間、大量の絹糸を撚る機械の設計を写し取った。これは産業スパイの最初の事例かもしれない。
従来のイギリスでは紡ぎ女たちが家の糸車を使って少量の絹糸を生産していたが、この新しい大型機械は遥かに大量の絹糸を生産でき、イタリアにとって深刻な競合相手となるものだった。とはいえ、この機械を動かすには大型の建物と、大量の動力が必要だった。新しいロウムズ・ミルの西壁に引かれた水車用導水路が回す水車は、これら大型機械の動力源となった。
ジョン・ロウムは1722年に不審死した。これは商業上の秘密を盗んだことの報復として、イタリアの殺し屋が毒を盛ったのだと信じられている。彼の異母（もしくは異父）兄弟であるトーマス・ロウム卿（ナイト）は1739年6月2日に没し、その遺産は未亡人と2人の娘に渡った。
デイム・エリザベスは1739年にロウムズ・ミルの賃貸広告を出し、リーズのリチャード・ウィルソン・ジュニアが 2,800 ポンドで 64 年間の賃借契約を結んだ。
リチャード・ウィルソンはリーズに留まり、工場の運営は共同事業者のウィリアム・ロイドとサミュエル・ロイド（いずれもロンドン商人）および雇われ経営者のトーマス・ベネットに任せ、自らは収益の配分を手に入れた。
ウィリアム・ウィルソンによる工場の記録が、1739年から1753年の間の何時かは不明だが、残っている。
| 「 | 5階建ての本場「イタリア式」工場では、上3フロアで26台のイタリア製巻き取り機が生糸に撚りをかけ、下2フロアでは8台の機械が糸を紡ぎ、4台の機械が糸に撚りをかけている。 | 」 |

これらの撚糸機（ねんしき）は、この工場の最も革新的な部分だった。水力という単一の動力源を用いたこと、（現在の資料によると200-400人という）当時としては多人数の労働者を組織的に用いたことと合わせ、生糸から上質な絹糸を生産するこの工程全体は、イギリスにおいて初めて工場システムが成功裏に運用された例と言われている。

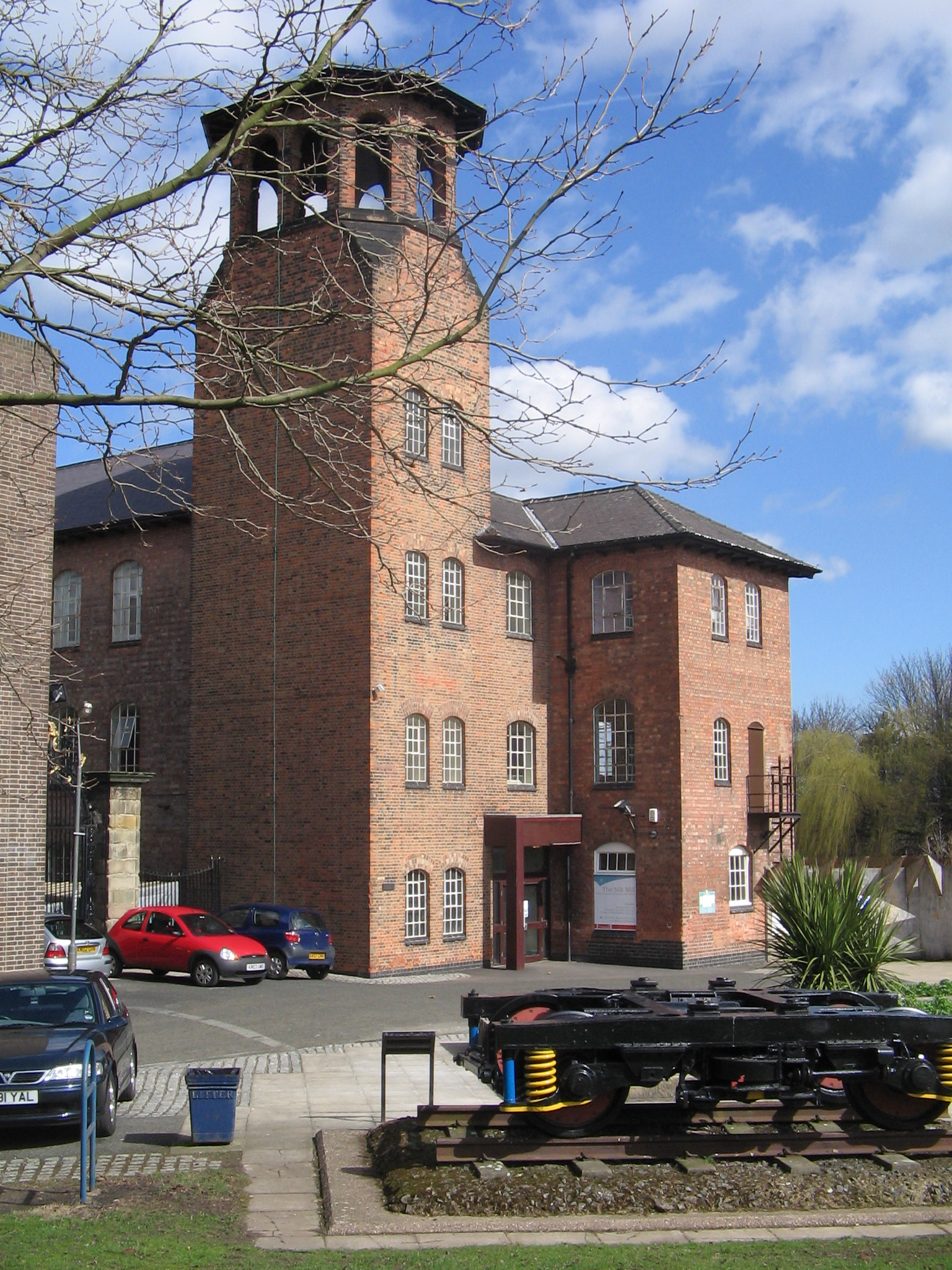
カシドラル・グリーンから見た博物館入口と塔

ロウムズ・ミルはダービーの観光名所のひとつとなり、1777年9月にはジェイムズ・ボズウェルがここを見学している。工場の様子に誰もが感心したというわけでは無かった。トリントンは「暑く、臭く、騒々しい」と評し、1835年にはフレデリック・フェアホルトが貧しい子供たちの不健康ななりにショックを受けている。外国の旅行者の中にも、道中ここへ立ち寄る者がいた。
ウィリアム・ハットン は元はここの労働者であり、後にその長時間労働、低賃金、暴力を回想している。操業が止まるのは、旱魃、極端な降霜、原材料の供給が滞った時のみだったが、1748年8月には選挙とダービー・レースで非公式な休日が設けられた。
ウィルソンとロイドの共同事業は仲違いと訴訟の末、1753年に終わった。建物と機械はロイドが占有した。
1765年、トーマス・ベネットはこの物件をロイドから買い取った。これには物件をウィルソン家へ抵当に入れるという条件がついていたが、絹の取引が衰え、ダービーとチェシャーの他工場とも競合し、何年も放置された状態が続いた。
レイメク・スウィフトは1780年に転借人となり、年あたり賃借料として会社へ 7 ポンド、トーマス・ウィルソン（リチャードとウィリアムの兄弟）に 170 ポンドを支払った。彼は川の堰を補修するか否かで1781年に会社と争ったものの、契約期限の1803年まで賃借を続けた。
会社は1803年に60年間の賃貸を広告した。この広告には、糸の撚りに未だ「イタリア式」が使われているとあった。
1833年11月、ダービーの産業界に不穏な空気が広がり始め、これが翌1834年2月の全国労働組合結成につながった。これはトルパドルの殉教者に数ヶ月先立つものである。ロウムズ・ミルはこの労働争議の中心にはなっていなかったが、この時の賃借者だったテイラーは組合員の労働者を雇わないことに決めた経営者の一人だった。1834年4月中旬にテイラーが記したところでは、彼の機械設備のうち 2/3 が稼動中であり、以前雇用していた労働者のうち多くが再雇用を求めていた。ダービー・マーキュリー紙によると、かつての組合員の中にはダービーでどうやっても新しい職が見つからない者もいた。この出来事は、毎年メーデー前の週末にダービー労働組合評議会が執り行なうデモ行進で記念されている。

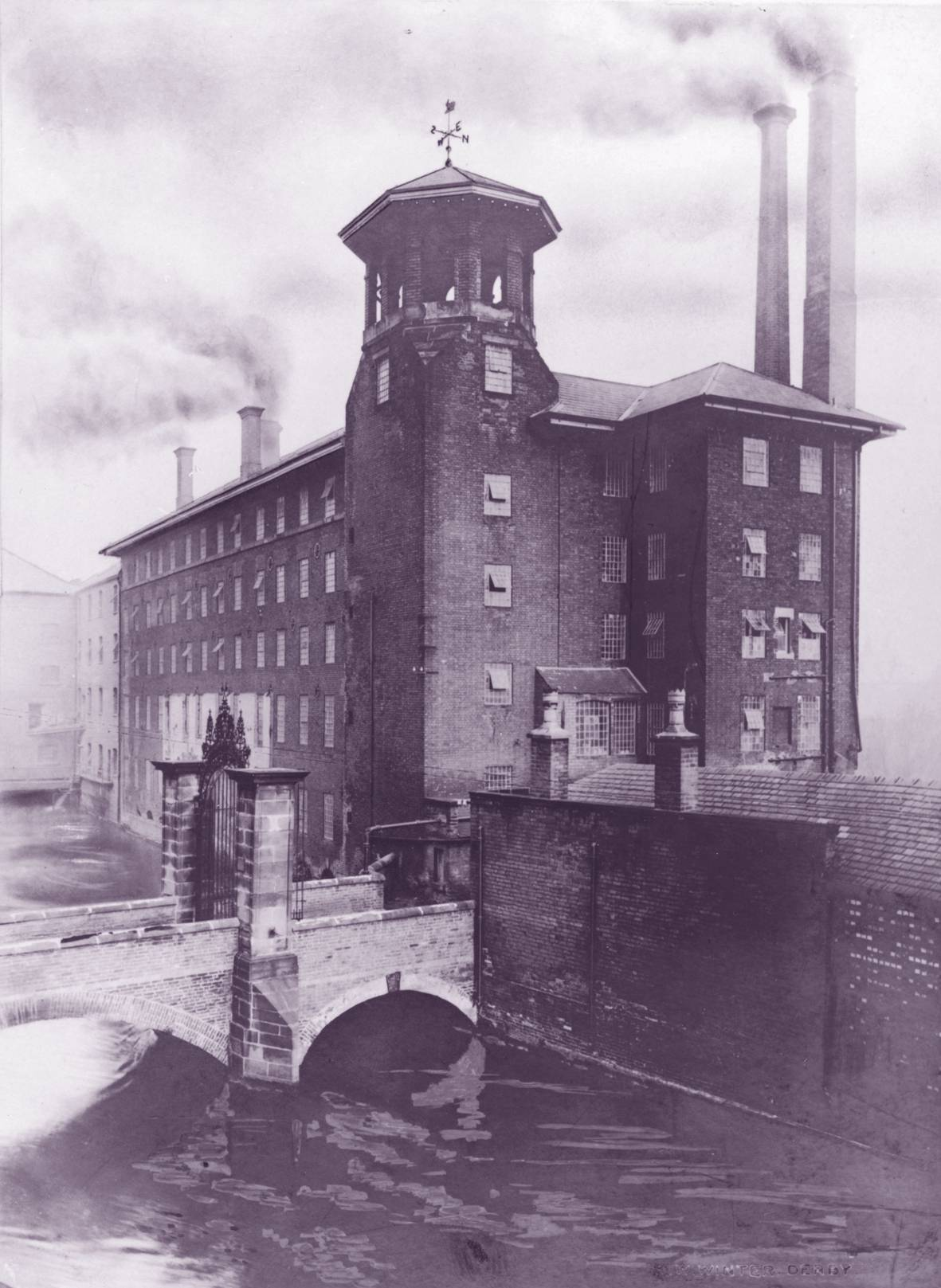
1910年の火災前、おそらく1900年代初めのダービー・シルク・ミル。

テイラー家は1865年までロウムズ・ミルを占有したが、破産によって機械設備と賃借権の売却を強いられることになった。その年には、かなりの数の製糸工場がダービー・マーキュリー紙に売却の広告を出しており、社会的な不況がこの業界を直撃しているのは明らかだった。この4年後フランスとの間で結ばれたコブデン協定が、事実上イギリスの製糸業に止めを刺したと言われている。

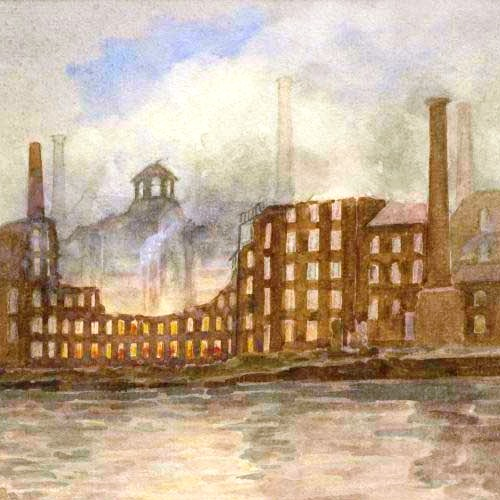
1910年の火災を描いたアルフレッド・キーンの水彩画。

1908年頃、製薬会社の F.W. ハンプシャー・アンド・カンパニーが蝿取り紙と咳止め薬を製造するため建物へ移ってきたことにより、ロウムズ・ミルと製糸の長きにわたる関係は終わった。1910年12月5日の午前5時、近隣にあったソウター・ブラザースの小麦粉工場で火災が発生し、ほどなくしてロウムズ・ミルは炎に飲み込まれた。東側の壁は川の中へ崩落し、内部は全焼してしまった。地元消防隊とミッドランド鉄道の尽力によって、塔の外観と、元々の5階建ての屋内に通じる出入り口の外形は保たれた。これらは階段室の塔として現在も残っている。建物は以前と同じ高さで再建されたが、5階でなく3階建てであり、今もそのようになっている。
1920年代に建物の所有権は電力公社に移った。彼らは建物の一部を商店・作業場・食堂として使った。道路からは発電所の陰となり、その発電所が1970年に取り壊されるまで、ロウムズ・ミルの存在は世間から殆ど忘れ去られた。
その後、この建物はダービーが長らく待ち望んでいた産業博物館として1974年11月29日に開館した。

## 2011年の閉鎖と再開館待ち
このシルク・ミル博物館および市内の他博物館の再開発用基金を解散させるため、ダービー市議会は2011年4月3日にこの博物館を閉鎖した。地域の戦略担当者が出した報告によると、これによってフルタイムの雇用が 8.6 失われるものの年間 197,000 ポンドが捻出され、「ルネッサンス計画」基金の損失を埋め合わせることができるだろうとのことである。報告書に博物館再開の期日は記されていないが、期間として2年間とある。